# Monti Wilson
I monti Wilson sono un gruppo montuoso situato nella Terra di Palmer, in Antartide. Esteso davanti alla costa di Black per circa 70 km in direzione est-ovest e larga al massimo circa 60 km, questo gruppo montuoso è delimitato a sud dal ghiacciaio Böhnecke, che lo divide dai monti Du Toit, a nord dall'insenatura di Hilton, e a nordovest dal ghiacciaio Beaumont, che lo divide dai monti Hess, mentre raggiunge la sua massima altitudine, di circa 1700 m s.l.m., nella sua regione centrale.

## Storia
I monti Wilson sono stati scoperti e fotografati per la prima volta durante una ricognizione svolta nel corso della spedizione del Programma Antartico degli Stati Uniti d'America condotta nel 1939-41 al comando di Richard Evelyn Byrd. Fotografata e mappata più dettagliatamente dai membri dello United States Geological Survey grazie a fotografie aeree scattate dalla marina militare statunitense durante ricognizioni effettuate tra il 1966 e il 1969, la formazione è stata poi così battezzata dal comitato consultivo dei nomi antartici in onore del geofisico canadese John Tuzo Wilson, professore di geofisica all'Università di Toronto dal 1946 al 1974, che visitò l'Antartide nel corso dell'Operazione Deep Freeze del 1958.